# ادوارد هالورداوا
ادوارد هالورداوا (اوکراینی: Едуард Гулордава؛ زادهٔ ۱۱ دسامبر ۱۹۸۹) بازیکن فوتبال اهل اوکراین است.